# Hans Christoph Ade
Hans Christoph Ade (Kempten, 1888. szeptember 15. – München, 1981. október 13.) német író, költő.

## Élete
Középiskolái elvégzése után a Heidelbergi Egyetemen és a Müncheni Egyetemen tanult, ahol doktorátust szerzett. 1920 és 1953 közt tanárként tevékenykedett. Mint oberstudienrat vonult nyugdíjba. Irodalmi pályafutását 1911-ben kezdte, számos prózai és verses kötetet publikált. 1925 és 1937 közt a Die Säule című magazin főszerkesztője volt. Nevének változatai: Hanns Christoph Ade; Johann Christoph Ade.

## Válogatott munkái
- Der Glücksgarten des Lebens : Märchen (1911)
- Der junge Alfred Meißner (1914)
- Ein Enkel Julius Sturms (1916)
- Die Kerzen : Fragment eines lyrischen Spiels (1919)
- Goethe und die neue Dichtung (1920)
- Julius Kühn (1921)
- Pioniere im Osten (1923)
- Das Haus und die Gralsburg : Ein Stundenbuch. (1925)
- Verbundenheit (1931)
- Heinrich Lersch (év nélkül)

## Külső hivatkozások
- Hans Christoph Ade munkái a worldcat oldalon